# 国鉄デハ33400系電車
デハ33400系は、かつて日本国有鉄道の前身である鉄道院、鉄道省に在籍した木造直流用電車を便宜的に総称したものである。
本項では、デハ23400形、デハ23450形、クハ23600形、デハニ23850形、サロ33200形、デハ33400形、サハ33700形およびこれらの改造車について取り扱う。

## 概要
1919年（大正8年）度から1920年（大正9年）度にかけて製造されたグループで、車体はデハ6340系に中央扉を増設し、3扉としたような形態である。従来の電動車は、車体の両側に運転台を設けることを前提とした構造であったが、本系列では完全な片運転台車の構造となった。また、集電装置もパンタグラフとなっている。
この系列は、中央線・山手線用の50PS電動機を装備したグループ（デハ23400形、デハ23450形、クハ23600形、デハニ23850形）と、京浜線用の105PS電動機を装備したグループ（サロ33200形、デハ33400形、サハ33700形）に分かれるが、車体のデザインラインには大差がない。屋根形状は従来どおりのモニター形（二重屋根）であるが、通風器はガーランド形となった。車体幅はすべて6340系と同様の中幅で2700mm。車体長はデハ23400形、クハ23600形、デハニ23850形、デハ33400形が15350mm、デハ23450形、サロ33200形、サハ33700形が16240mmである。

## 基本形式

### デハ23400形
デハ6310形に代わって、中央線・山手線用に製造された三等制御電動車である。1919年度に6両（23400 - 23405）が日本車輌製造、1920年度に18両（23406 - 23423）が天野工場で製造された。
制御器は従来品と同様のC-87-B形、主電動機は定格出力50PSの13-D-3形であるが、主電動機は鉄道院大井工場製の国産となった。窓配置は1D1221D1221Dである。

### デハ23450形
1920年度に製造された、中央線・山手線用の三等制御電動車で、前年に製造されたデハ23400形に比べ、車体が1m長いのが特徴である。天野工場で6両（23450 - 23455）が製造された。車体が長いという以外、デハ23400形と大きく変わるところはない。

### クハ23600形
デハ23400形と同様の車体を持つ制御付随車である。1919年度に全車12両（23600 - 23611）が汽車製造東京支店で製造された。
この時期に制御付随車が製造されたのには、集電装置のポールからパンタグラフへの変更が大きく関わっている。交換の過渡期には電動車の前位または後位のポールを一組撤去し、その位置にパンタグラフを搭載した。その関係で両運転台の電動車も片運転台相当となり、これと組む制御車が必要となったものである。

### デハニ23850形
1920年度に2両（23850, 23851）が天野工場で製造された、三等荷物合造制御電動車である。運転室の後位に荷重3.1tの荷物室が設けられており、窓配置は1d1D（荷）1D12221Dである。

### サロ33200形
京浜線用の二等付随車である。1920年に10両（33200 - 33209）が日本車輌製造で製造された、サロハ6190形の後継車である。サロハ6190形が半室二等車であったのに対し、本形式が全室二等車となったのは、この頃には京浜線の輸送量が増大し、半室二等車では需要に応じきれなくなっていた背景がある。
車内の座席はロングシートで定員52人、側面窓配置はD1233321Dである。

### デハ33400形
京浜線用の105PS電動機装備の三等制御電動車である。車体はデハ23400形と同様で、1920年度に4両（33400 - 33403）のみが日本車輌製造で製造された。デハユニ6450形増備に対するものである。

### サハ33700形
1920年度および1921年度に33両（33700 - 33732）が製造された三等付随車で、3線（中央線・山手線・京浜線）に共通で使用された。1920年度には汽車製造東京支店で33700 - 33719の20両が、1921年度には33720 - 33732の13両が日本車輌製造で製造された。

## 関東大震災による被害
1923年（大正12年）9月1日に発生した関東大震災により、東京周辺の鉄道も大きな被害を受けたが、本系列においてもクハ23600形1両（23600）、サロ33200形1両（33207）、サハ33700形2両（33728, 33731）が被災し、廃車となっている。

## 50PS車使用停止にともなう変更
1926年（大正15年）、50PS電動車は使用を停止され、翌年（1927年）にかけて、デハ23400形およびデハ23450形は電装解除のうえ付随車化され、デハ23400形はサハ23600形に、デハ23450形はクハ23500形およびサハ33700形に編入された。クハ23600形についても運転台機器を撤去して付随車（サハ23600形）に変更された。
デハニ23850形については、デハ33400形から105PS用の電装品を転用して、デニ6450形に改造されている。
前述のようにデハ33400形は、独立の乗務員室を持たないことから、制御車としての運用は不適とされ、33400 - 33402の3両は電装解除のうえ105PS用の機器を50PS電動車の車体と組み合わせてデニ6450形とし、自身はサハ23600形に編入された。残った1両（33403）については、事業用に転用されることとなったが、こちらの竣工は後述の改番以降にずれ込んだ。
この転用にともなう新旧番号対照は、次のとおりである。このうち、クハ23600形からサハ23600形への改造の際には、震災により廃車となっていた23600を末尾の23610により埋番整理している。
デハ23400 - 23423 → サハ23613 - 23636
クハ23601 - 23610 → サハ23601 - 23609, 23600
デハニ23850, 23851 → デニ6456, 6457
デハ23450, 23453 - 23455 → クハ23511, 23513 - 23515（23453 - 23455については、制御車となる前にサハ33731, 33733, 33734という予定番号があった。）
デハ23451, 23452 → サハ33723, 33728（関東大震災で被災し廃車となった2両の埋番2代目。）
デハ33400 - 33402 → サハ23610 -  23612
サハ33732 → サハ33731（改造による欠番の埋番3代目）

## クハ23500形への改造
1927年（昭和2年）、運用上の必要から制御車が必要となったため、サハ23600形末尾の8両およびデハ23450形4両が運転台機器を再設置して制御車となり、クハ23500形に編入された。番号の新旧対照は、次のとおりである。デハ23450形改造車については前掲のとおり。
サハ23629 - 23636 → クハ23516 - 23523

## 1928年10月車両形式称号規程改正にともなう変化
1928年10月1日付けで、鉄道省の車両全般にわたる大規模な形式称号規程が実施された。これにより、電車は独自の付番体系を持つことになり、本系列の車両も全車が改番対象となった。デニ6450形はモニ3形に、クハ23500形はクハ15形に、サロ33200形はサロ17形に、サハ23600形はサハ25形に改められた。デハ33400形で残存していた1両は、事業用車に改造のため入場中であったが、仮にモハ1形が付与されている。そのため、現車にこの番号が標記されたことはない。
改番の状況は次のとおりである。なおサハ23624は、1927年に事故廃車されている。
デニ6456, 6457 → モニ3007, 3008
クハ23516 - 23523 → クハ15002 - 15009
サロ33200 - 33206, 33208, 33209 → サロ17001 - 17009
サハ23600 - 23623, 23625 - 23628 → サハ25001 - 25028
デハ33403 → モハ1068

## モヤ4形への改造
前述のデハ33403（モハ1068）は、1928年度に架線試験車に改造された。改番前の形式ではデケン33300形（33300）となる計画であったが、10月に実施された改番を跨ぐこととなり、モヤ4形（4003）として竣工した。当車は、架線試験車として使用されるほか、車体の中央部を無蓋化して配給車としても使用できるようにしている。

## サロ17形の格下げ
サロ33200形は、サロハ6190形に代わる京浜線用二等車として使用されてきたが、サロ43100形が増備されるにおよび、余剰となるようになり、1925年には33200 - 33202が6212とともに伊那電気鉄道に貸し渡されたこともあった。1929年（昭和4年）に鋼製のサロ35形が増備されると、旧サロ33200形のサロ17形を本格的に三等車に格下げすることになった。この際、車体中央部に客用扉を増設して3扉（側面窓配置はD124D421D）とし、同時にサハ25形（25155 - 25163）に編入された。
しかし、1930年（昭和5年）の横須賀線電車化に際して、専用電車32系の就役が遅れたため、本グループが二等車代用として一時的に使用されることとなった。この時は、記号をサロに書き換えるだけで番号はそのままで使用されたが、翌年（1931年）になると正規の鋼製二等車が就役したため、「サロ25形」は再び余剰となり、京浜線へ転出。そこでは二等三等合造車として使用することになり、室内に仕切りを設けてサロハ27形（27001 - 27009）に改称された。
京浜線においても、1933年（昭和8年）にサロハ56形が就役すると、また用途を失ってサハ25形に戻されることとなり、番号も25155 - 25163に復した。

## 鋼体化改造
サハ25形となったもののうち、旧サハ33700形やサロ33200形といった長形車体を持つものについては、1934年（昭和9年）度から開始された鋼体化改造の種車となった。本系列に対する改造は1937年（昭和12年）度から1942年（昭和17年）度にかけて24両に対して実施され、改造後はクハ65形・サハ75形に改称された。残ったものについては、短形車体のサハ25形（旧・サハ23600形）とともに太平洋戦争終戦まで使用された。
番号の新旧対照は、次のとおりである。改造後の状況については、国鉄50系電車を参照されたい。
- 25030 → 65187
- 25032 → 75011
- 25037 → 65186
- 25040 → 65179
- 25041 → 75006
- 25042 → 75007

- 25043 → 75009
- 25044 → 75010
- 25045 → 75013
- 25046 → 74014
- 25047 → 75015
- 25048 → 65181

- 25049 → 65180
- 25050 → 65173
- 25051 → 65012
- 25052 → 65177
- 25054 → 65185
- 25057 → 65184

- 25060 → 65172
- 25061 → 65174
- 25155 → 65182
- 25160 → 65189
- 25162 → 65156
- 25163 → 65191

## クハ6形に改造
クハ6形は、買収によって国有鉄道に編入された福塩線の改軌後に使用する架線電圧600V対応の制御車として、電動車のモハ1形とともにクハ15形から改造されたものである。本系列からは、1936年（昭和11年）11月に旧デハ23450形が1両、旧デハ23400形が2両の計3両が本形式となっている。
番号の新旧対照は次のとおりである。
15001 - 15003 → 6001 - 6003

## モニ3形をサニ27形に改造
モニ3形となった2両（旧デハニ23850形）のうち1両（3007）は、100PS車淘汰の後も、モユニ2003とともに電装解除のうえ、横須賀線の夏季の手荷物輸送用に使用されたが、記号番号は電動車時代のままであった。3007については、1935年（昭和10年）11月に正式に付随車化され、新形式サニ27形（27001）に改められた。同車は、太平洋戦争後まで残存し、1948年（昭和23年）に廃車となった。

## 戦災廃車
太平洋戦争末期の米軍による空襲のため、本系列も1両（25001）がその被害を受けている。この時期にはその他に4両（25005, 25007, 25012, 25056）が事故により廃車となっている。これらは、25056が西武鉄道に譲渡された以外は、すべて解体処分となっている。

## 戦後の状況
太平洋戦争後まで残ったものも、戦中戦後の酷使によって疲弊しており、63系電車の増備にともなって1948年（昭和23年）から1952年（昭和27年）にかけて廃車され、その大半が私鉄に払い下げられた。特に63系電車の割当を受けなかった西武鉄道への払い下げが多い。払い下げの状況は次のとおりである。
- 4003 : 淡路交通モニ500（1949年11月） → 鋼体化（1954年10月）

- 25003 : 西武鉄道サハ2002（1953年6月） → サハ1502（1954年7月）
- 25004 : 西武鉄道サハ2005[I]（1953年4月） → クハ1325（1953年4月）
- 25006 : 西武鉄道サハ2001（1953年6月） → サハ1501（1954年7月）
- 25010 : 秩父鉄道クハ31（1950年） → クハ66（1953年10月）
- 25011 : 上毛電気鉄道サハ25011（1949年） → クハ25011（1950年） → クハ301（1951年 同時に上毛籍に編入） → 鋼体化（1959年）
- 25016 : 西武鉄道サハ2004（1953/年6月） → クハ1406（1954年5月） → クハ1436（1955年4月） → クハ1454（1956年9月） → クハ1434(1962年7月）
- 25018 : 西武鉄道（入籍記録なし）
- 25020 : 西武鉄道サハ2006[II]（1953年8月） → クハ1408（1954年5月） → クハ1438（1955年4月） → クハ1456（1956年9月） → クハ1436（1962年7月）
- 25023 : 西武鉄道サハ2005[II]（1953年8月） → クハ1407（1954年5月） → クハ1437（1955年4月） → クハ1455（1956年9月） → クハ1435（1962年7月）
- 25025 : 西武鉄道サハ2008[II]（1953年6月） → クハ1410（1954年9月） → クハ1458（1956年9月） → クハ1438（1952年7月）
- 25026 : 西武鉄道サハ2003[II]（1954年5月） → クハ1403（1954年9月） → クハ1433（1955年4月） → クハ1451（1956年9月） → クハ1431（1962年7月）
- 25028 : 西武鉄道モハ327[III]（1953年4月） → モハ313（1958年5月）
- 25034 : 西武鉄道サハ2005[III] → クハ1405（1950年5月） → クハ1435（1955年4月） → クハ1453（1956年9月） → クハ1433（1962年7月）
- 25035 : 西武鉄道サハ2003[I]（1953年4月） → クハ132（1953年4月）
- 25036 : 西武鉄道クハ1314[II]（1953年4月）
- 25053 : 上毛電気鉄道サハ25053（1949年） → 台車のみを流用して鋼体化（1950年） → クハ601（1951年 同時に上毛籍に編入)
  - 鋼体化の際未使用とされた台枠は上信電気鉄道に譲渡されクハニ13として竣工（1957年 書類上は新造）
- 25055 : 西武鉄道クハ2007（1953年6月） → クハ1409（1954年5月） → クハ1457（1956年9月） → クハ1437（1962年7月）
- 25056 : 西武鉄道サハ2008[I]（1953年） → クハ1321（1953年）
- 25058 : 西武鉄道モハ327[II]（1954年1月） → モハ313
- 25059 : 西武鉄道（入籍記録なし）
- 25156 : 西武鉄道クハ1277（1953年4月） → クハ1275（1953年4月） → クハ1322（1953年4月）
- 25157 : 西武鉄道クハ1229（1953年4月） → クハ1276 → クハ1327（1953年4月）
- 25158 : 西武鉄道サハ2006 → サハ2009 → クハ1277 → クハ1275 → クハ1329（1953年）
- 25159 : 西武鉄道クハ1326（1953年）
- 25161 : 西武鉄道クハ1230（1953年4月） → クハ1278（1953年4月） → クハ1311（1953年4月）

## 1953年車両形式称号規程改正による変更
1953年6月1日付けで車両形式称号規程が改正され、残存していた車両2両（サハ25019, 25038）が改番対象となった。いずれも、この改番以前に事業用（救援車）に転用されていたため、この機会に正式に救援車に変更し、サエ9310形（9310, 9311）に改められた。また25031は、宇部線時代の1949年（昭和24年）に制御車に改造され、記号のみクハに書き換えていた。
サエ9310は1955年（昭和30年）1月、サエ9311は1958年（昭和33年）2月に廃車され、本系列がすべて国鉄から消滅した。サエ9310は西武鉄道に譲渡された記録があるが、西武側で入籍した記録はない。